# 小行星23928
小行星23928（23928 Darbywoodard）是一颗绕太阳运转的小行星，为主小行星带小行星。该小行星于1998年9月发现。

## 轨道参数
小行星23928的轨道半长轴为445 734 307 km，2.9795074 UA，离心率为0.074。